# Саломон, Хосе
Хосе Саломон (исп. José Salomón) (9 июля 1916, Ла-Плата — 22 января 1990) — аргентинский футболист, защитник. Большую часть карьеры посвятил команде «Расинг» из Авельянеды. Трёхкратный Чемпион Южной Америки.

## Клубная карьера
Саломон начал свою карьеру в 1934 году в клубе «Тальерес». В 1939 году его пригласили в один из ведущих клубов Аргентины «Расинг (Авельянеда)», в котором он сыграл семь сезонов (215 игр).
В 1947 году перебрался в Уругвай и играл за команду «Ливерпуль (Монтевидео)».
Завершил карьеру Хосе в клубе с которого и начинал свою карьеру — «Тальерес» из пригорода Буэнос-Айреса.

## Международная карьера
Хосе провёл за сборную Аргентины 44 матча, из которых 21 в Кубке Южной Америки (это национальный рекорд, который Хосе разделяет с Оскаром Руджери). Саломон был частью двух команд-победителей Кубка Америки. Но его карьера была закончена в финале 1946 года, когда он получил сильнейшую травму от бразильца Жаиром да Роза Пинто (сломал голень и малоберцовую кость), что вызвало большие беспорядки на поле. После этого инцидента Хосе пришлось закончить профессиональную карьеру, а сборные Аргентины и Бразилии не играли друг с другом на протяжении двух десятилетий.

## Достижения

### Клубные
Расинг (Авельянеда)
- Обладатель Кубка Конкуренции Британии (1): 1945

### Сборные
«Аргентина»
- Чемпион Южной Америки(3): 1941, 1945, 1946
- Финалист Чемпионата Южной Америки(1): 1942
- Обладатель Кубка Липтона (2): 1942, 1945